# Helsingin Jäähalli
Die Helsingin Jäähalli (deutsch Helsinki Eishalle, schwedisch Helsingfors ishall) ist eine Eissporthalle im Gebiet Töölö der finnischen Hauptstadt Helsinki. Sie wird hauptsächlich für Eishockeyspiele genutzt und bietet Platz für 8200 Zuschauer. Die Helsingin Jäähalli gehört zu einem Gelände mit dem Olympiastadion und den Fußballstadien Bolt Arena und dem Töölön Pallokenttä.

## Geschichte
Die Eröffnung erfolgte am 1. Oktober 1966 und seitdem ist es die Heimarena des Eishockeyvereins Helsingfors IFK (HIFK). Von 1967 bis 1997 bestritt auch Jokerit Spiele in der Halle. Die Helsingin Jäähalli wird als Mehrzweckhalle auch für andere Sportveranstaltungen sowie für Konzerte genutzt. Ein Spitzname der Halle ist Petoluola (deutsch "Höhle der Bestie"). Dieser rührt daher, dass der HIFK einen Panther als Logo trägt.
1992 fand in der Eishalle der Mr. Olympia-Wettkampf statt. 2001 war die U18-Weltmeisterschaft im Eishockey in der Eishalle zu Gast. 2004 folgte die Weltmeisterschaft der U20-Junioren. Vom 17. bis 18. November 2007 machte die 4. IFC-Cheerleading-Weltmeisterschaft Station in der Halle. Am 26. Oktober 2014 wurde im Rahmen der Helsinki International Horse Show in der Halle erstmals ein Springen der Westeuropaliga des Weltcups der Springreiter ausgetragen. Von Dezember 2015 bis Januar 2016 wurden in der Spielstätte Partien der Eishockey-Weltmeisterschaft der U20-Junioren 2016 ausgetragen.
Nach dem russischen Überfall auf die Ukraine 2022 verhängte die finnische Regierung gegen die russischen Besitzer der Helsinki Halli, Arkadi Rotenberg und Gennadi Timtschenko, Sanktionen. Infolgedessen konnte der Eishockey-Weltmeisterschaft der Herren im März 2022 dort nicht austragen werden. Sie fand stattdessen in der Helsingin Jäähalli statt.

## Galerie

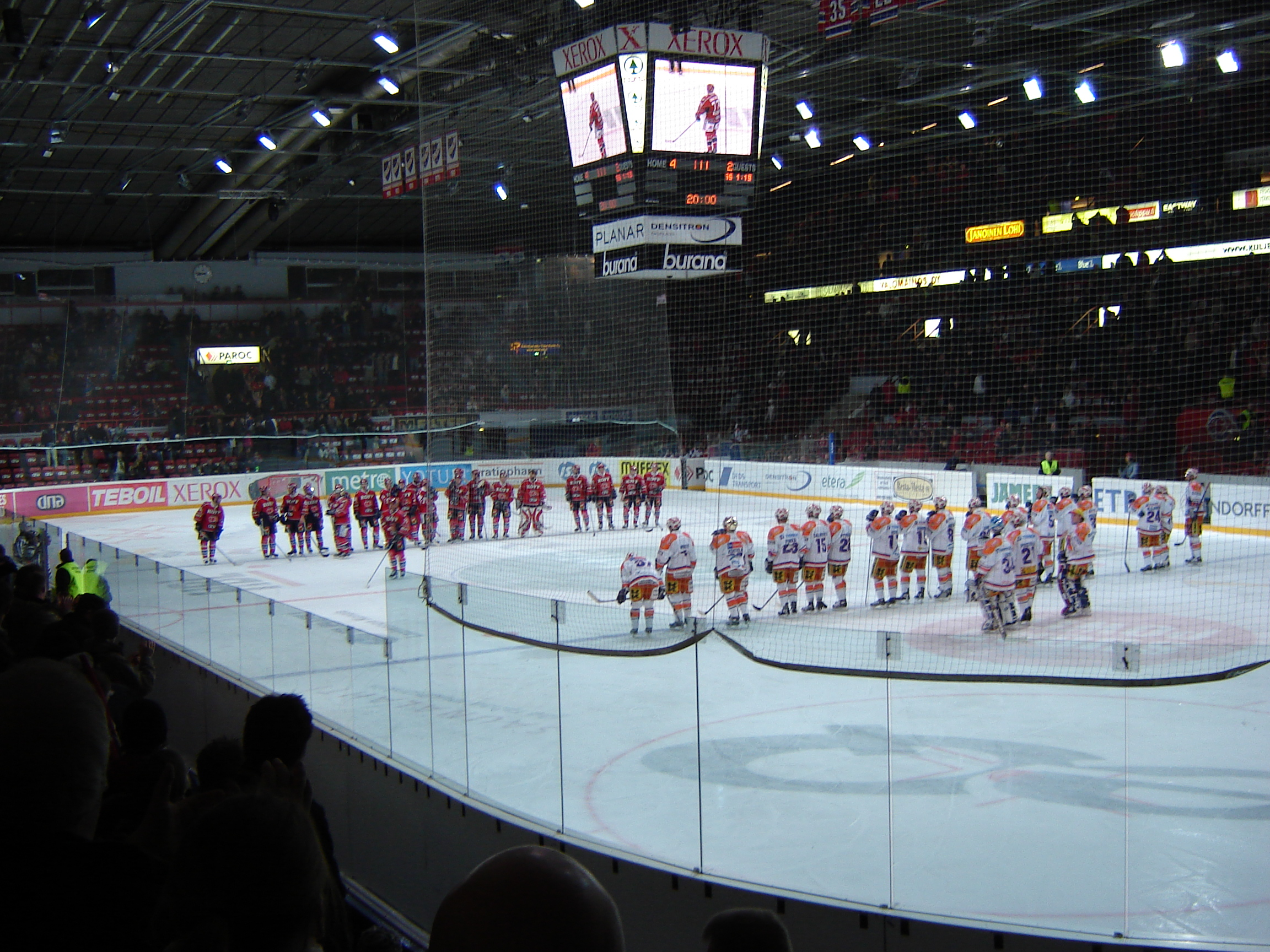
Ende des Spiels HIFK gegen Tappara am 27. Dezember 2005
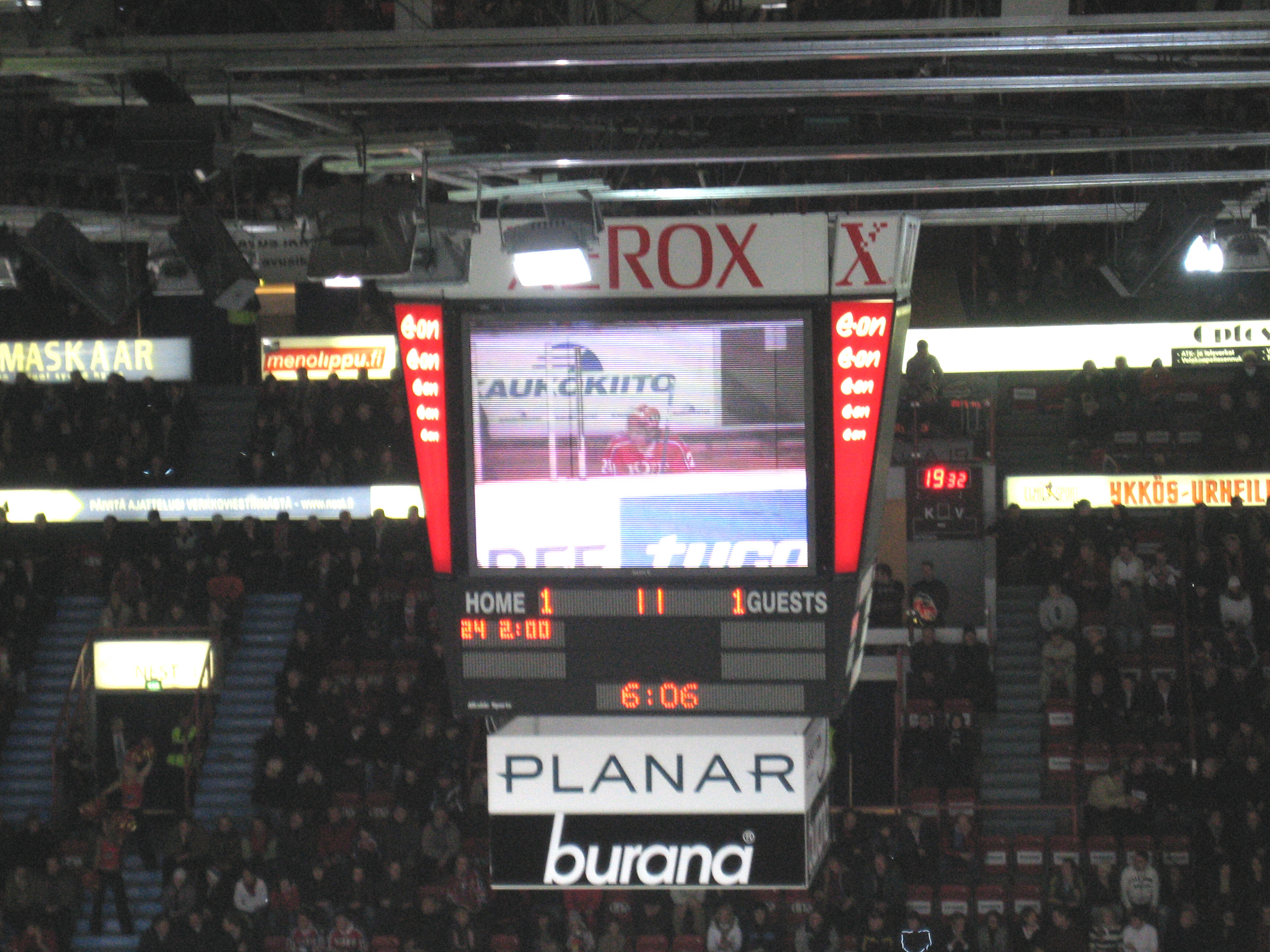
Der Videowürfel unter der Hallendecke (Januar 2006)
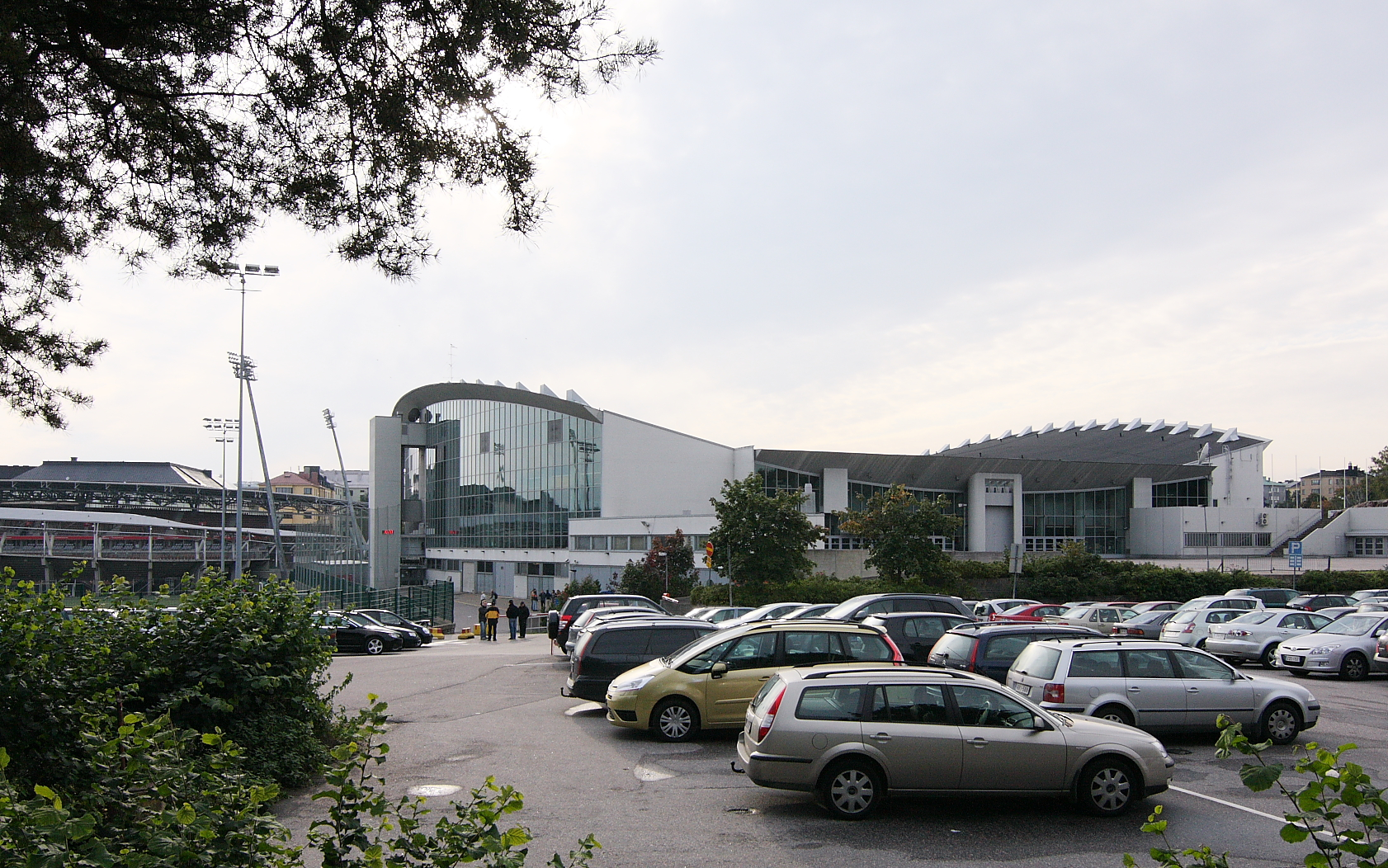
Die Helsingin Jäähalli mit ihrem geschwungenen Dach (September 2008)
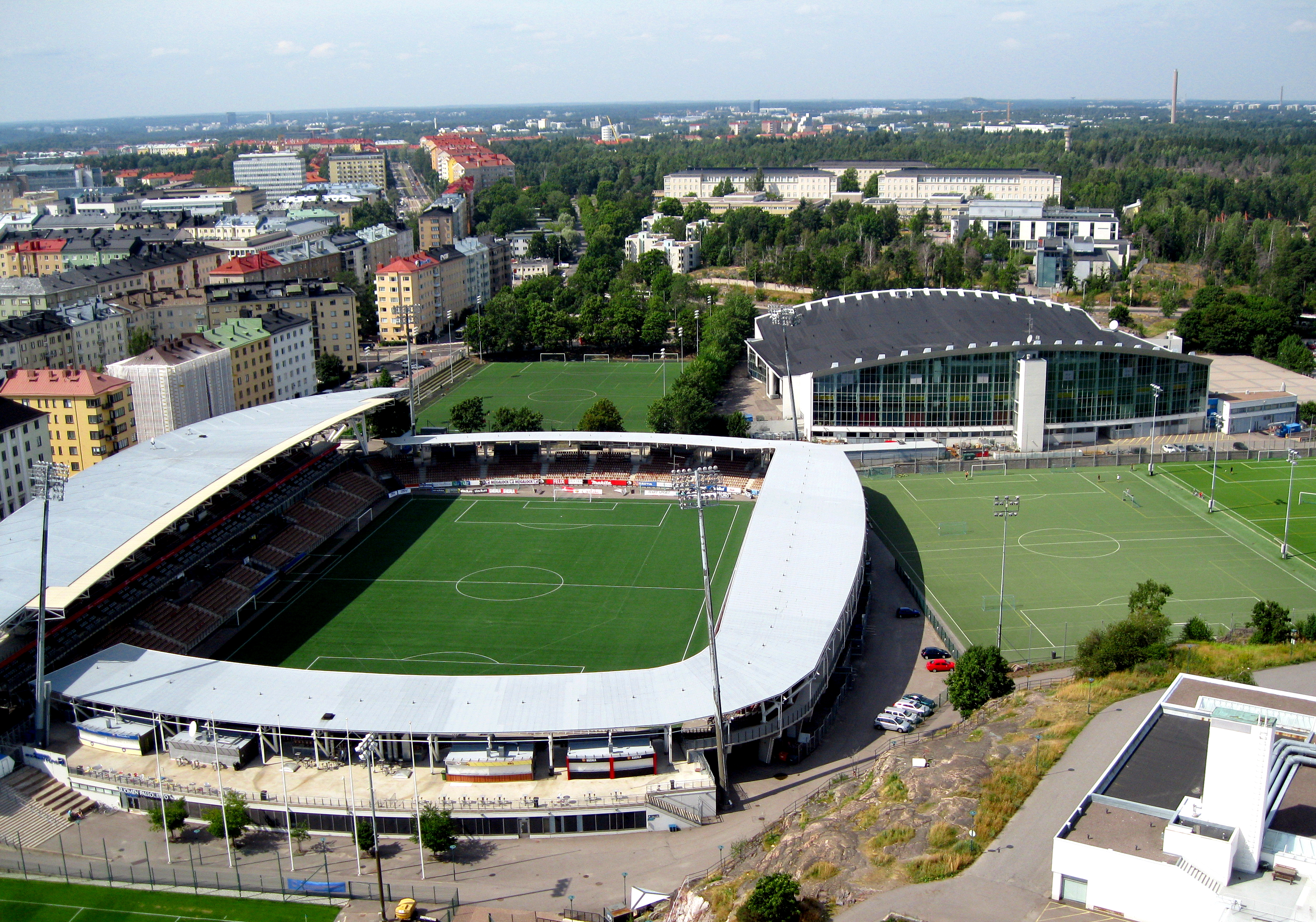
Im Vordergrund das Bolt Arena, dahinter die Helsingin Jäähalli (Juli 2010)